# Quercus cubana
Quercus sagraeana là một loài thực vật có hoa trong họ Cử. Loài này được A.Rich. miêu tả khoa học đầu tiên năm 1841.

## Hình ảnh